# Жерар Леон П'єр Філіпс
Жерар Леон П'єр Філіпс (англ. Gérard Léon Pierre Philipps; 13 грудня 1956) — люксембурзький дипломат. Надзвичайний і Повноважний посол Люксембургу в Чехії та в Україні за сумісництвом.

## Життєпис
Народився 13 грудня 1956 року в Люксембурзі. У 1978 році закінчив Люксембурзький університет, історія. У 1981 році Університет Кента в Кентербері (UKC), ступінь з відзнакою, американська література та історія.
У 1981—1985 рр. — викладач англійської мови, літератури, та історії.
У 1986—1988 рр. — кресляр Міністерства закордонних справ у Люксембурзі.
У 1988—1989 рр. — лейтенант аташе і, паралельно, лектор з економічної та соціальної історії в «Інституті формування адміністративного уряду» (IFA).
У 1990—1992 рр. — другий секретар, Європейська політика співпраці (ЄПС-ЄС/Брюссель).
У 1992—1993 рр. — перший секретар Постійного представництва в НАТО (Брюссель).
У березні 1993 року — перший секретар і заступник голови делегації Люксембургу в НБСЄ/ОБСЄ (Відень).
У 1994—1995 рр. — Тимчасовий повірений у справах і голова делегації Люксембургу в ОБСЄ (Відень).
У листопаді 1995 року — заступник міністра закордонних справ Люксембургу.
У листопаді 1996 року — радник з питань легалізації.
У 1995—1998 рр. — заступник Постійного представника.
У 1998—2002 рр. — Посол, Постійний представник та Генеральний консул, Постійне представництво Люксембургу в Раді Європи.
У 2002 році — Голова Комітету депутатів Міністрів Ради Європи.
У 2003—2004 рр. — Посол, директор з питань бюджету, фінансів, адміністрації та фінансового контролю МЗС Люксембургу.
У 2005—2007 рр. — Посол, директор з міжнародних культурних зв'язків, координатор «europaforum» — державної комунікаційної політики в Європі.
З 08.2007 по 08.2012 рр. — Посол Люксембургу у Швейцарській Конфедерації та в Князівстві Ліхтенштейн.
З 09.2012 по 08.2017 рр. — Посол Люксембургу в Данії, Швеції, Фінляндії та Норвегії. З 10.01.2016 року — Повноважний міністр.
З вересня 2017 року — Надзвичайний і Повноважний Посол Люксембургу в Чехії та Естонії за сумісництвом.
19 липня 2018 року — вручив вірчі грамоти Президенту України Петрові Порошенку.

## Сім'я
- Дружина — Шейлі Рейндорф
- Син — Том (26.10.1991)
- Донька — Лаура (26.07.1994)